# Rhynchoschizus imbellis
Rhynchoschizus imbellis är en tvåvingeart som först beskrevs av Octave Parent 1927.  Rhynchoschizus imbellis ingår i släktet Rhynchoschizus och familjen styltflugor. Inga underarter finns listade i Catalogue of Life.